# 網紋鼻魚
網紋鼻魚，俗名為剝皮仔、打鐵婆，為輻鰭魚綱鱸形目刺尾魚亞目刺尾魚科的其中一個種，於2001年由美國魚類學家John Ernest Randall首次正式描述，其模式產地為台灣南部後壁湖，分布於西太平洋區的台灣及印尼海域，棲息深度可達15公尺，本魚體呈長橢圓形且側扁，頭部輪廓略凸，眼睛前方有一個小凸起，尾柄每側都有兩個骨板，身體上半身呈淡棕色至橄欖棕色，腹部白色，身體的上部60%帶有小黑點圖案和暗線網絡，背鰭硬棘5枚、背鰭軟條 29枚、臀鰭硬棘2枚、臀鰭軟條27枚，體長可達49公分，棲息在礁石區，以藻類為食，生活習性不明，可作為食用魚。

## 擴展閱讀
維基物種上的相關：網紋鼻魚